# Ty Hardin
Ty Hardin, także Orton lub Orison, właśc. Orison Whipple Hungerford Jr. (ur. 1 stycznia 1930 w Nowym Jorku, zm. 3 sierpnia 2017 w Huntington Beach) – amerykański aktor filmowy i telewizyjny, zdobył popularność w wielu spaghetti westernach oraz jako Bronco Layne w seryjnym westernie ABC/Warner Brothers Bronco (1958–1962).

## Wybrana filmografia
- 1958: Wyszłam za kosmicznego potwora (I Married a Monster from Outer Space) jako Mac Brody
- 1958: Kosmiczne dzieci (The Space Children) jako Sentry
- 1958: As Young as We Are jako Roy Nielson
- 1959: Ostatni pociąg z Gun Hill (Last Train from Gun Hill) jako kowboj Loafer
- 1962: Maruderzy Merrilla (Merrill's Marauders) jako porucznik Lee Stockton
- 1962: Raport Chapmana (The Chapman Report) jako Ed Kraski
- 1963: PT 109 jako ENS Leonard J. Thom
- 1963: Palm Springs Weekend jako Jim Munroe
- 1963: Wall of Noise jako Joel Tarrant
- 1964: L'uomo della valle maledetta jako Johnny Walcott
- 1965: Bitwa o Ardeny (Battle of the Bulge) jako porucznik Schumacher
- 1966: Savage Pampas jako Miguel Carreras
- 1967: Bersaglio mobile jako Jason
- 1967: Generał Custer (Custer of the West) jako major Marcus Reno
- 1967: Berserk (Berserk!) jako Frank Hawkins
- 1967: Ragan jako Lee Ragan
- 1971: Quel maledetto giorno della resa dei conti jako Jonathan Benton
- 1971: Il giorno del giudizio jako The Stranger
- 1971: Acquasanta Joe jako Jeff Donovan
- 1977: Fire! jako Walt Fleming
- 1985: The Zoo Gang (1985) jako Dean Haskell
- 1992: Na pomoc (Rescue Me) jako szeryf Gilbert